# A.J. 트로스
A.J. 트로스(A.J. Trauth, 1986년 9월 14일 ~ )는 미국의 배우이자 가수이다.

## 출연 작품
- 캠프 쿨 키즈 (2017)
- 모멘츠 오브 클래러티 (2015)
- 웰컴 투 해피니스 (2015)
- 라스트 워드 (2007)
- 페퍼 데니스 (2006)
- 해피 엔딩 (2005)
- 하우스 M.D. (2004)
- 마법의 동전 (2003)
- 이븐 스티븐슨 무비 (2003)
- 레바 (2001)